# Yahya Jammeh
Yahya Abdul-Aziz Jemus Junkung Jammeh, conocido como Yahya Jammeh (nacido el 25 de mayo de 1965) es un ex militar, político y dictador gambiano que gobernó su país entre 1994 y 1996 como jefe de Estado militar, y desde 1996 hasta 2017 como presidente constitucional. Llegó al poder por medio de un golpe de Estado incruento el 22 de julio de 1994, derrocando al gobierno democrático de Dawda Jawara e instaurando una dictadura militar autodenominada Consejo del Gobierno Provisional de las Fuerzas Armadas. A finales de 1996 legitimó el régimen por medio de una reforma constitucional y fue elegido presidente ese mismo año, siendo sucesivamente reelecto bajo acusaciones de intimidación y fraude en 2001, 2006, y 2011 por márgenes cada vez más abultados.
Durante su largo y controvertido régimen, Jammeh fue acusado de numerosas violaciones a los derechos humanos, de restringir la libertad de prensa, y reprimir violentamente a la comunidad LGBT. Fue particularmente conocido y criticado ante la comunidad internacional por las desapariciones y asesinatos de periodistas críticos con él y sus declaraciones erráticas y su comportamiento irracional, destacando su intento de curar el VIH/sida, el asma y la infertilidad femenina con hierbas medicinales, en un programa gubernamental denominado Programa de Tratamiento Alternativo del Presidente (PATP). Jammeh era un conocido fundamentalista musulmán, declaró al país una República Islámica (siendo República Islámica de Gambia el nombre oficial del país entre 2015 y 2017) y realizó cacerías de brujas literales. Para finales de su mandato, Gambia tenía uno de los índices de desarrollo humano más bajos del mundo, y una tercera parte de la población vivía bajo el umbral de la pobreza.
Jammeh se presentó para un quinto mandato constitucional en las elecciones presidenciales de diciembre de 2016. La mayoría de los partidos opositores se aglutinaron en la Coalición 2016, encabezada por el candidato Adama Barrow, que derrotó al presidente por estrecho margen. Aunque inicialmente admitió la derrota y se declaró dispuesto a entregar el poder, luego de que se realizaran rumores sobre posibles acciones judiciales en contra del presidente derrotado una vez que abandonara el cargo, Jammeh desreconoció los resultados y canceló las elecciones. La negativa del gobernante a aceptar la derrota llevó a que la Comunidad Económica de Estados de África Occidental (CEDEAO) interviniera militarmente el país en enero de 2017. El 19 de enero, Adama Barrow fue juramentado como presidente de Gambia en la embajada gambiana en Dakar, Senegal. Dos días después, el 21 de enero, Jammeh aceptó dimitir y entregar la presidencia. Ese mismo día por la noche abandonó Gambia para exiliarse a Guinea Ecuatorial vía Guinea. Sus bienes fueron confiscados y sus activos congelados, en agosto de 2021 Barrow vendió uno de los aviones de lujo confiscados a una empresa en Bielorrusia.

## Biografía

### Primeros años
Jammeh nació el 25 de mayo de 1965, en la ciudad de Kanilai, en la frontera con Senegal, tan solo un par de meses después de la independencia de su país, en febrero. Se unió al Ejército Nacional de Gambia con 19 años, en 1984, y fue nombrado Teniente segundo en 1989. Llegó a ser comandante de la Policía Militar de los Cuarteles de Yundum en agosto de 1992. Jammeh recibió un extenso entrenamiento militar el país vecino, Senegal, y recibió formación para la policía militar en Fort McClellan, Alabama. Estudió en el Instituto del Hemisferio Occidental para la Cooperación en Seguridad.

### Golpe de Estado en Gambia de 1994
El 22 de julio de 1994, el teniente Jammeh, con un grupo de jóvenes oficiales del Ejército Nacional de Gambia, perpetraron un golpe de Estado incruento contra Dawda Jawara, que gobernaba el país democráticamente desde la independencia. El golpe se consumó rápidamente luego de que los golpistas tomaran el control de varios puntos importantes de la capital, Banjul. El golpe fue recibido con muy poca resistencia, y Jawara partió al exilio en Senegal. El grupo golpista se identificó a sí mismo como Consejo Provisional de Gobierno de las Fuerzas Armadas (AFPRC), y designó a Jammeh, con veintinueve años de edad, como jefe de Estado interino.
Tras llegar al poder, el AFPRC suspendió la constitución, selló las fronteras, e implementó un toque de queda. Mientras que el nuevo gobierno de Jammeh justificó el golpe al desacreditar la corrupción y la falta de democracia bajo el régimen de Jawara, la verdad era que el personal del ejército también estaba insatisfecho con sus salarios, condiciones de vida y perspectivas de ascenso. Tras el golpe, la actividad política fue severamente restringida, y prácticamente todos los partidos políticos fueron suprimidos momentáneamente. El golpe fue recibido con sorpresa en al escena internacional, y la mayoría de los países europeos cancelaron su ayuda económica a Gambia.
En 1996, Jammeh anunció el retorno a un gobierno civil, tras la redacción de una nueva constitución. A pesar de que esta prometía un régimen multipartidista, en la práctica la mayor parte de los poderes eran entregados al Presidente, que tenía un número ilimitado de mandatos. La constitución fue aprobada mediante un referéndum con el 70.36% de los votos. Las elecciones presidenciales se celebraron en septiembre de ese mismo año. A pesar de que inicialmente no tenía la intención de participar, Jammeh finalmente lo hizo, fundando su partido político, la Alianza para la Reorientación y la Construcción Patriótica, renunció a su rango militar, y resultó ganador con el 55.77% de los sufragios. El proceso electoral fue impugnado por la oposición y ocurrió sin presencia de observadores de Comunidad Británica de Naciones (Commonwealth) y la Unión Africana que se negaron a participar en el proceso.

### Presidente de la República del Gambia: 1996-2017

#### Elecciones

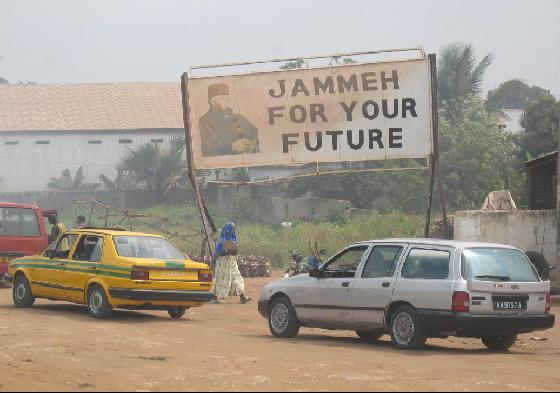
Propaganda electoral de Jammeh en 2005.

Jammeh fue reelegido el 18 de octubre de 2001 con aproximadamente el 53 % de los votos, siendo estas elecciones consideradas generalmente libres por observadores internacionales, salvo algunos acontecimientos concretos. Jammeh expulsó a un diplomático del Reino Unido del país que había asistido a una reunión de los partidos opositores. Volvió a presentarse como candidato de su partido en 2006, ganando nuevamente con el 67.3% de los votos, en una participación del 58% del electorado. Su principal contrincante, Ousainou Darboe, lo acusó de intimidar a los votantes.
Su última victoria electoral fue en 2011. Antes de las elecciones, Jammeh había reclamado que "Nunca se debe poner en peligro la paz y la estabilidad en el altar de la llamada democracia", y afirmó que "no hay manera en la que yo pueda perder, a menos que todas las personas en Gambia se hayan vuelto locas", y afirmó que los periodistas reprimidos representaban solo el 1% de la población, y que no podían hablar por el otro 99%. Cuando se dio a conocer su cuarta victoria, con el 72% de los votos, Jammeh anunció que, si Alá lo deseara, gobernaría por "mil millones de años".

#### Política exterior

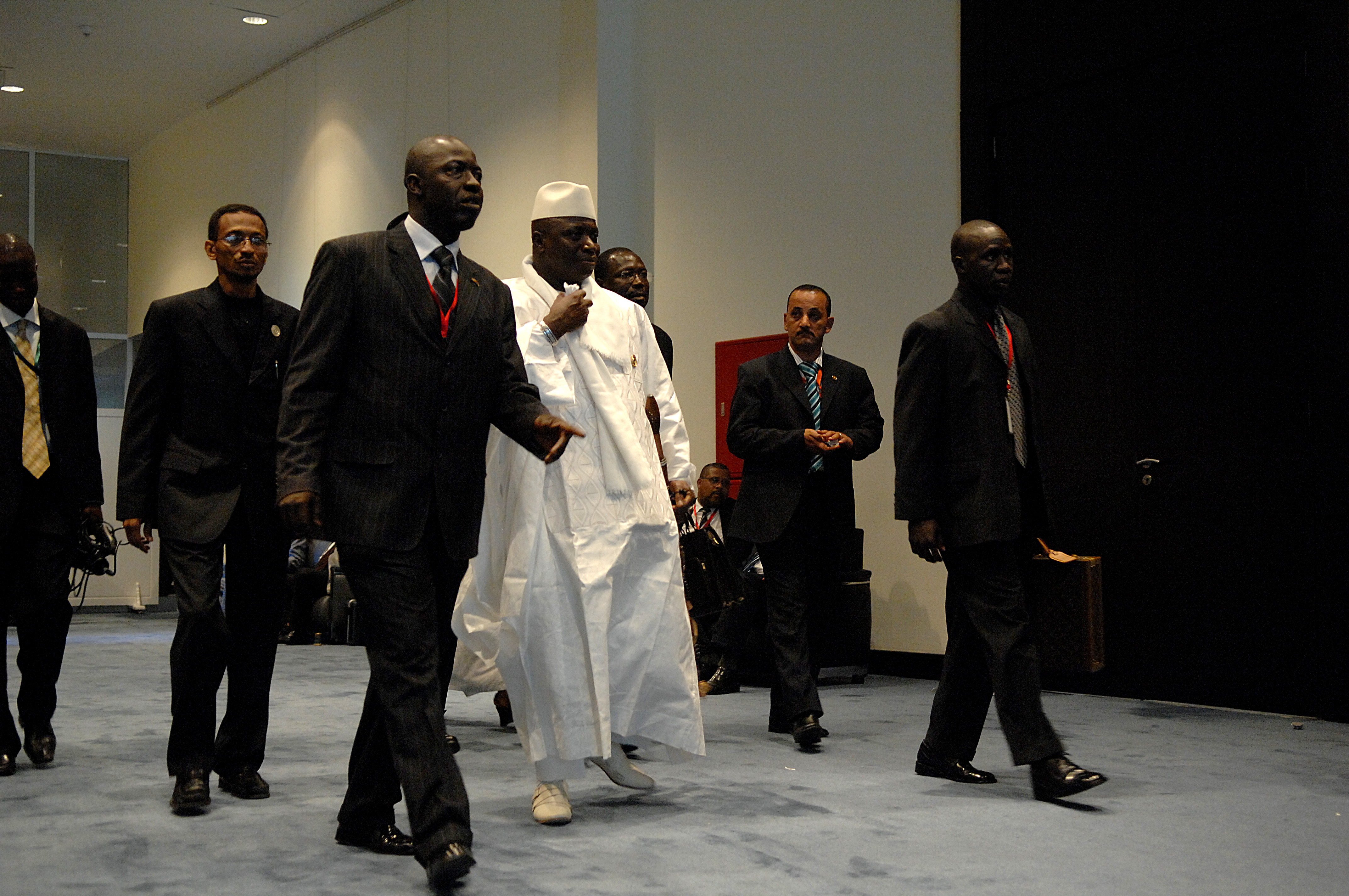
Jammeh durante una cumbre de la Unión Africana en 2008.

Luego del golpe de Estado y en adelante, las políticas autoritarias y represivas de Jammeh han contribuido al aislamiento internacional del país, tanto para con las potencias Europeas y Estados Unidos, como dentro de la Comunidad Económica de Estados de África Occidental. Jammeh mantuvo relaciones diplomáticas con otros países aislados, como la República de China (Taiwán), Cuba y la Libia de Gadafi.[cita requerida] Sin embargo, en 2013, cortó relaciones con Taiwán alegando interés estratégico nacional, a pesar de haber recibido una ayuda de 6,6$ millones de dólares por parte del país asiático, y estableció relaciones diplomáticas con la República Popular China Tras la Guerra de Libia de 2011, Gambia fue el primer estado africano en reconocer al Consejo Nacional de Transición como representante legítimo de Libia, y el sexto país a nivel internacional.
De acuerdo con el Daily Observer, el 10 de diciembre de 2012, Jammeh logró la liberación de los soldados senegaleses que habían sido mantenidos como rehenes por los rebeldes en la región vecina de Casamanza, durante el conflicto separatista en dicha región. Se envió una delegación para reunirse con el presidente de Senegal, Macky Sall a principios de diciembre de 2012. El objetivo de la delegación era discutir una resolución a la agitación civil en curso en la región de Casamanza. Entre los miembros de dicha delegación se encontraban el ministro de Asuntos de la Presidencia, el embajador de Estados Unidos en Gambia, y miembros de la Cruz Roja y de la Media Luna Roja.
El 2 de octubre de 2013, Jammeh anunció que Gambia se retiraba de la Mancomunidad Británica de Naciones, después de cuarenta y ocho años como estado miembro, alegando que la institución incitaba al "neocolonialismo", y que mediante dicho abandono reafirmaría la soberanía gambiana. El sucesor de Jammeh, Barrow, también prometió conseguir que el país fuera readmitido en dicha organización.

#### Declaraciones excéntricas
En enero de 2007, Jammeh afirmó que podía curar el VIH/SIDA y el asma con hierbas naturales. Su programa de tratamiento reivindicaba la necesidad de dar instrucciones a los pacientes de que dejaran de tomar medicamentos antirretrovirales. Sus afirmaciones han sido criticados por promover un tratamiento no científico que podría tener resultados peligrosos, incluyendo la infección de otros por los que pensaban que habían sido curados por su técnica. En diciembre de 2011, Jammeh aseguró durante una entrevista que su programa de cura del VIH "iba muy bien".
A Fadzai Gwaradzimba, representante del Programa de las Naciones Unidas en Gambia, se le obligó a abandonar el país después de que expresó sus dudas sobre las afirmaciones y dijo que el remedio podría alentar conductas de riesgo. En agosto de 2007, Jammeh afirmó haber desarrollado una infusión de hierbas única que podría tratar la presión arterial alta. Con posterioridad, Jammeh también confirmó públicamente el desarrollo de un tratamiento para la infertilidad en las mujeres como parte de lo que él llamaba Programa de Tratamiento Alternativo del Presidente (PATP).

#### Presuntas violaciones a los derechos humanos
Jammeh ha sido acusado de restringir la libertad de prensa en el país. Promulgó una serie de leyes restrictivas en la materia y, posteriormente, en diciembre de 2004, se produjo el asesinato aún no resuelto de un reportero, Deyda Hydara, que había sido muy crítico con ellas o el paradero de otro periodista Ebrima Manneh quién desapareció en julio de 2006 cuando iba a redactar un artículo contra el golpe de Estado de 1994 Jammeh, sin embargo, ha negado cualquier conexión de los agentes de seguridad con el asesinato del reportero. Según fuentes oficiales, se abortó un golpe de Estado contra Jammeh el 21 de marzo de 2006. Jammeh, que se encontraba en Mauritania en ese momento, volvió rápidamente a su país. Ndure Cham, jefe del ejército y supuesto instigador del golpe, al parecer huyó a la vecina Senegal, mientras que otros supuestos conspiradores fueron arrestados y fueron juzgados por traición. En abril del año 2007 diez de los oficiales acusados de haber tomado parte en la revuelta fueron condenados a prisión, cuatro de ellos a cadena perpetua. debido a las críticas en 2016 anuncia la retirada de Gambia de la Corte Penal Internacional. El actual presidente, Adama Barrow, anunció la interrupción de la salida de Gambia y su permanencia en dicho organismo.

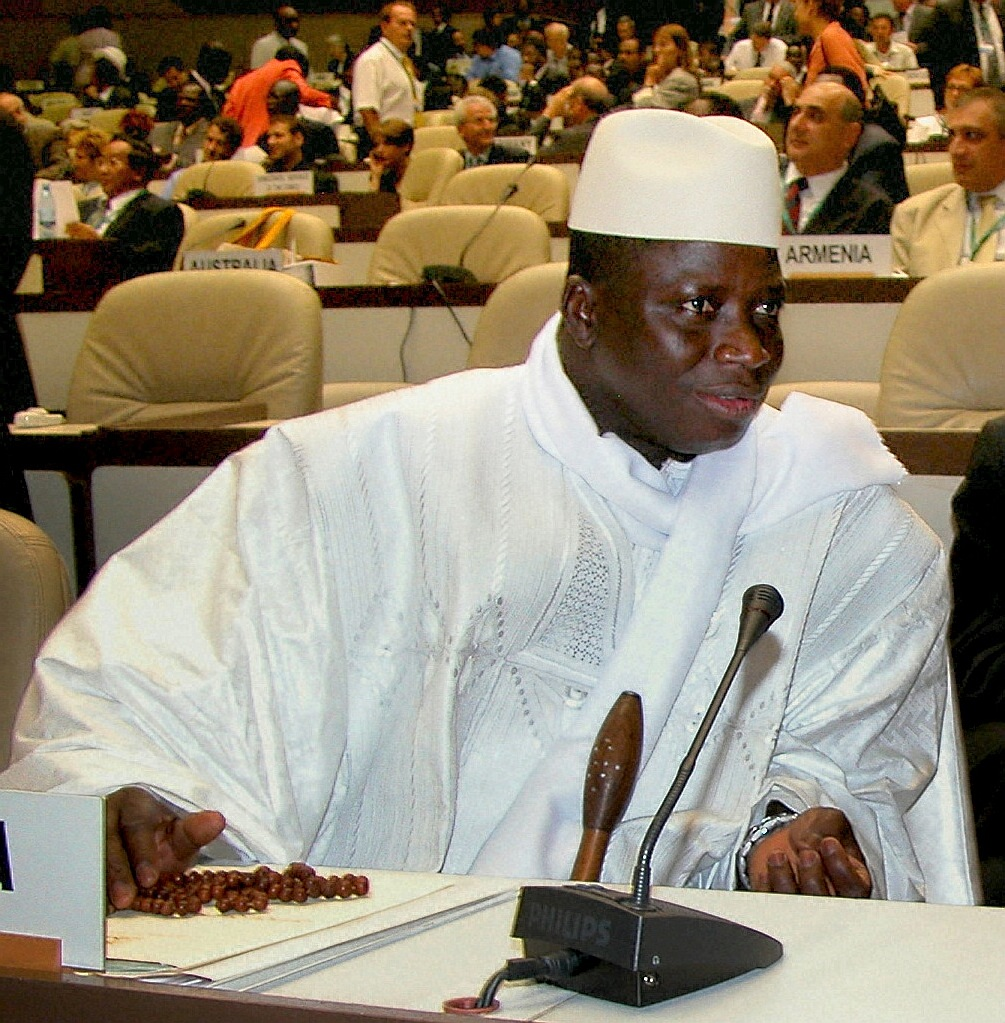
Jammeh ante las Naciones Unidas en 2006.

Uno de los principales puntos que hicieron conocido a Jammeh en la escena internacional fue su declarada homofobia. El 15 de mayo de 2008, Jammeh anunció que su gobierno introduciría una nueva legislación en contra de las relaciones homosexuales (ya ilegales en el país) que sería "más estricta que la de Irán", y que iba a "cortar la cabeza" de cualquier homosexual o lesbiana descubierto en el país. Los informes de prensa gambianos confirmaron que el gobierno pretendía ejecutar a los homosexuales dentro del país. En un discurso pronunciado en Tallinding, Jammeh dio un "ultimátum" a cualquier gay o lesbiana presente en Gambia, advirtiéndoles que debían abandonar el país en los siguientes meses o morirían. En un discurso ante las Naciones Unidas el 27 de septiembre de 2013, Jammeh dijo que "la homosexualidad en todas sus formas y manifestaciones, aunque muy malvada, inhumana, y anti-Alá, está siendo promovida como un derecho humano por algunos poderes, que quieren poner fin a la existencia humana". El 18 de febrero de 2014, describió a los grupos LGBT como "alimañas infecciosas" y afirmó que combatiría la homosexualidad en su país del mismo modo que a los mosquitos que provocan la malaria, sino con más furia, y expresó que "en lo que a mí respecta, LGBT (Lesbiana, Gay, Bisexual, y Transexual) no significa otra cosa que: Lepra, Gonorrea, Bacterias, y Tuberculosis, todos males perjudiciales para la humanidad". También anunció que expulsaría del ejército a cualquier soldado que fuera sospechoso de cometer actos homosexuales. Sin embargo, la legislación que condenaba a los gays a pena de muerte jamás se dio y en la actualidad la pena por homosexualidad en Gambia sigue siendo cadena perpetua, aunque los asesinatos a personas LGBT son comunes.
Jammeh ha prohibido la mutilación genital femenina (MGF) en Gambia, etiquetando la práctica de la MGF como "sin lugar en el Islam o en la sociedad moderna", y por lo tanto incompatible con su gobierno. Tras el fin del Ramadán y el Eid ul-Fitr en julio de 2016, Jammeh anunció además la prohibición de los matrimonios infantiles. En Gambia, el 46% de las mujeres se casan cuando tienen menos de 18 años y la mayoría se han sometido a la MGF. En marzo de 2009, Amnistía Internacional informó de que hasta 1000 gambianos habían sido secuestrados por "hechiceros" o "brujas", siendo estos secuestros patrocinados por el gobierno. Fueron acusados de brujería y llevados a centros de detención en los que se vieron obligados a beber brebajes venenosos. El 21 de mayo de ese mismo año, The New York Times informó de que la supuesta campaña de caza de brujas había sido provocada por el presidente Jammeh, quien creía que la muerte de su tía principios de ese año se podría atribuir a la brujería. También arremetió contra los pantalones vaqueros apretados y la ropa interior de estilo occidental, al afirmar que provocan la infertilidad a las mujeres gambianas.

#### Intentos de derrocamiento
Durante su largo mandato, Jammeh sufrió diversos intentos de golpe de Estado que terminaron en fracaso. Con frecuencia, Jammeh tendía a acusar a los Estados Unidos y al Reino Unido de intentar derrocarlo. El descontento hacia Jammeh en la escena internacional se acrecentó en noviembre de 2014 luego de un altercado con la Unión Europea por sus cada vez más violentas declaraciones sobre la comunidad LGBT, lo que provocó que tanto la UE como los Estados Unidos cancelaran proyectos de desarrollo con Gambia.
El 30 de diciembre de 2014, mientras Jammeh se encontraba en Francia o en Dubái (las fuentes difieren al respecto), un grupo de hombres armados contratados por militares contrarios a Jammeh y exiliados: el teniente coronel Lamin Sanneh, Papa Faal y Banka Manneh, entre otros, entraron a la Casa del Estado, en Banjul, con intención de tomar el control del país por la fuerza. Los medios locales los identificaron rápidamente después de haber entrado en el país desde la vecina Senegal bajo el mando de Lamin Sanneh. Los hombres armados entraron en combate con las fuerzas gubernamentales. Los solados bloquearon varios puntos de la capital. Durante el intento de golpe, cuatro personas, entre ellas Sanneh y Njaga Jagne, murieron y varios más resultaron heridos. Como los hombres armados no lograron consolidar el control, el golpe fracasó. Jammeh volvió al día siguiente al país y reorganizó su gabinete el 10 de enero.

### Caída del poder

#### Derrota electoral de diciembre de 2016
En diciembre de 2016 fue derrotado en las urnas en las elecciones presidenciales a las que Jammeh optaba a su quinta reelección por Adama Barrow, candidato de una coalición de siete partidos de la oposición.
La Comisión Electoral declaró el triunfo de Barrow inicialmente por 263.515 votos (un 45,5 por ciento de las papeletas) a favor frente a los 212.099 (un 36,7 por ciento). Tras su derrota la organización Amnistía Internacional (AI) pidió que se lo lleve ante la justicia por las violaciones de derechos humanos cometidas durante sus 22 años de poder, asesinatos, desapariciones y torturas de opositores a su régimen.
Días después la Comisión Electoral revisó el resultado por irregularidades y anunció que el resultado final era: Barrow vencedor con 222.708 votes (43.34%), segundo lugar para Jammeh con 208.487 (39.6%) y tercer lugar para el candidato Mama Kandeh, con 89.768 (17.1%).

#### Negativa a abandonar la presidencia
Jammeh reconoció inicialmente su derrota, felicitó públicamente al presidente electo y aseguró que era la "voluntad de Alá" y "como musulmán" la aceptaría y se retiraría a una granja en Kanilai, su ciudad natal. Sin embargo el 9 de diciembre, tras la revisión de la Comisión Electoral, al conocerse los nuevos datos anunció que no cedería el poder considerando que el escrutinio estuvo plagado de irregularidades. Los resultados de la revisión de la Comisión Electoral no cambiaban el hecho de su derrota.
Representantes de países de la CEDEAO (Comunidad Económica de Estados del África Occidental) como Nigeria, Ghana, Liberia y Sierra Leona viajaron a Gambia en diciembre para intentar convencer a Jammeh de que abandonara el poder, pero la misión terminó entonces sin resultados. La CEDEAO anunció entonces que enviaría tropas si el actual presidente se niega a ceder el poder al candidato vencedor. Además de éste organismo regional, la ONU, Estados Unidos, la Unión Europea y la Unión Africana habían pedido a Jammeh que aceptara los resultados y garantizara una transición pacífica.
El 1 de enero de 2017 Jammeh mantenía su posición de no ceder el poder y dijo que consideraba una "declaración de guerra" el anuncio de envío de tropas por parte de la CEDEAO.

#### Intervención militar de la CEDEAO y renuncia
El 17 de enero declaró el estado de emergencia. El 18 de enero el Parlamento de Gambia autorizó oficialmente a Yahya Jammeh a permanecer tres meses más en Gobierno en vísperas de la investidura del opositor Adama Barrow y ante un posible despliegue militar regional liderado por Nigeria para garantizar el traspaso de poderes. La resolución es consecuencia legal del apoyo de la Cámara al estado de emergencia declarado por Jammeh.
El 19 de enero de 2017 Barrow asumió el poder como presidente en el exilio en la embajada de Gambia en Dakar. Una hora después el Consejo de Seguridad de las Naciones Unidas respaldó en una resolución aprobada por unanimidad al nuevo presidente. Las tropas de la CEDAO se desplegaron en la frontera con Gambia a la espera de la orden de invadir el país para sacar del poder al presidente Yahya Jammeh. El jefe del estado mayor de las fuerzas armadas de Gambia, el general Ousman Bargie, declaró que las tropas no se enfrentarían a las fuerzas de la CEDEAO. Desde Dakar Barrow, pidió al Ejército de su país lealtad y que no ofreciera resistencia ante la posible intervención de una coalición militar regional conjunta para desalojar a Jammeh.  El 20 de enero de 2017 el nuevo presidente anunció que Jammeh finalmente había aceptado ceder el poder y abandonar el país tras una intensa jornada de negociación con mediadores regionales que evitaron la intervención militar prevista para forzar su salida.
El 21 de enero la Radio Televisión Gambiana (GRTS) emitió una declaración de Jammeh anunciando su abandono del poder  "He decidido en mi alma y conciencia renunciar a la dirección de esta gran nación", dijo. El acuerdo establecía que debía abandonar el país. Finalmente salió de Banjul el 21 por la noche hacia su exilio en Guinea Ecuatorial.

### Exilio
Tras su salida del país, Jammeh hizo una escala en Guinea, y finalmente llegó a Guinea Ecuatorial el 22 de enero. La oposición ecuatoguineana emitió una declaración en contra de la presencia de Jammeh en el país, acusando al Presidente Teodoro Obiang (gobernante desde 1979), de recibirlo en contra de los deseos del pueblo. El gobierno ecuatoguineano no se ha posicionado con respecto a la llegada de Jammeh y guardó silencio. Se denunció que dos semanas antes recolectó todos los bienes y dinero que había podido. Jammeh se ha encargado de enviar al Chad en un avión varios artículos de lujo, entre los que había coches.
Tras la partida del expresidente de Gambia, Barrow anunció que una "comisión para la verdad y la reconciliación" sería designada para registrar los posibles crímenes de lesa humanidad cometidos durante el largo mandato de Jammeh. Sin embargo, advirtió que no procesará al expresidente, sino que simplemente investigará los presuntos crímenes, aunque los líderes de la CEDEAO anunciaron que no garantizaban ninguna inmunidad para Jammeh tras su exilio. Las Naciones Unidas, la Unión Africana y la propia CEDEAO declararon que no impondrían sanciones a ningún país por dar refugio al exmandatario, y que este sería libre de regresar a Gambia una vez que este volviera a estabilizarse. La declaración también añadió que va a trabajar con el gobierno de Gambia para asegurarse de que los activos y propiedades que pertenecen legalmente a él o a su familia, y a los miembros de su gabinete, no serán utilizados por funcionarios del gobierno o partidarios del anterior régimen.
Desde su exilio en Guinea Ecuatorial, Jammeh ha expresado su intención de comenzar a dedicarse a la agricultura. El miércoles 22 de marzo, fueron publicadas diversas fotografías de Jammeh comprobando el estado de unos campos de cultivo en Mongomo,  Fue fotografiado en mayo de 2019 acompañado por Teodoro Obiang Nguema, Jammeh se había dejado crecer su barba, los partidos de la oposición ecuatoguineanos denunciaron la presencia de éste "molesto invitado" alegando que "no quieren a otro dictador en el país" 

## Vida personal

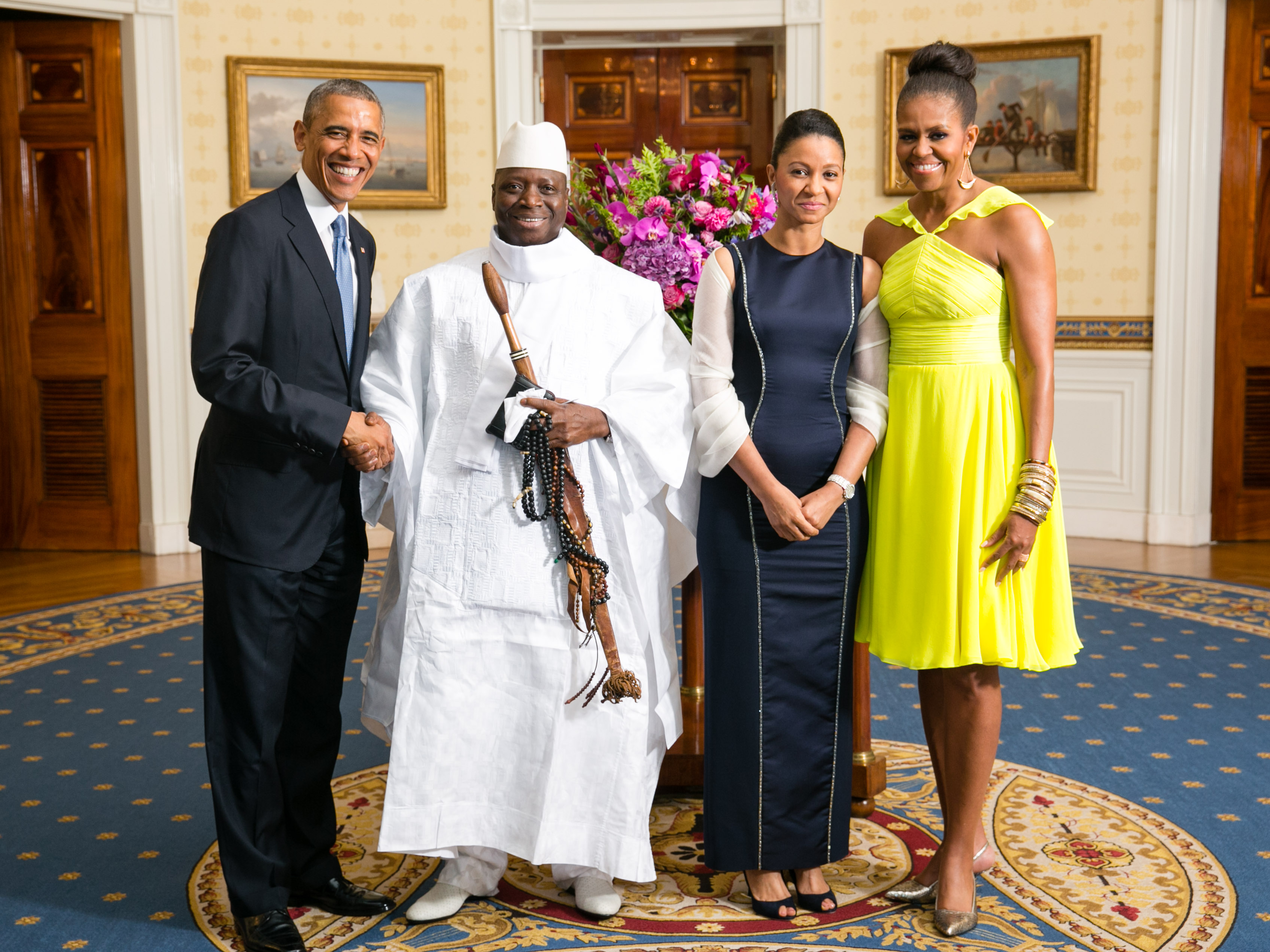
Jammeh y su esposa Zeinab con el Presidente de los Estados Unidos Barack Obama y su primera dama, Michelle Obama, en 2014.

Jammeh pertenece al grupo étnico de los Jola. Su primer matrimonio terminó en divorcio. Jammeh se casó con su segunda esposa Zeinab Suma Jammeh, en 1999. Tienen dos hijos a partir de 2007, una hija, Mariam Jammeh, y un hijo, Muhammed Yahya Jammeh. Este último nació a finales de 2007, cuando su hija tenía ocho años.
El 30 de septiembre de 2010, Jammeh anunció su matrimonio con una joven de 21 años de edad (o, posiblemente, 18 años de edad) llamada Alima Sallah, hija de Omar Gibril Sallah, Embajador de Gambia en Arabia Saudita, y Zahra Sallah. Su nueva esposa fue llamada "Señor Alima", no recibiendo el cargo protocolar de primera dama, siendo que la única "Primera Dama" oficial de Gambia durante el mandato de Jammeh fue Zeinab Suma.
De acuerdo con al menos una fuente, su matrimonio con Sallah fue un shock para Zeinab Suma, y el matrimonio adicional dio lugar a tensiones en su relación e incluso planes para su divorcio. Zeinab Jammeh ya había estado viviendo según los informes, en los EE. UU. separada de su marido desde hacía algún tiempo. También se reportó que Sallah abandonó Gambia en 2010, poco después del matrimonio, y de acuerdo con la misma fuente, se divorció de Jammeh a principios de 2011.
Cuenta con un patrimonio neto estimado en 1800 millones de dólares, posee mansiones de 10 millones de dólares cada una en cinco países de Europa oriental y dos países de Europa occidental, además de una mansión de 30 millones de dólares en Marruecos. Tiene negocios en todo el país, en diversos sectores, desde la venta de cebolla hasta el servicio de transporte.
| Predecesor: Él mismo             | Presidente de la República de Gambia 1996 - 2017                                                               | Sucesor: Adama Barrow |
| Predecesor: Dawda Kairaba Jawara | Jefe de Estado de la República de Gambia (Consejo del Gobierno Provisional de las Fuerzas Armadas) 1994 - 1996 | Sucesor: Él mismo     |